# Tú no eres yo (película)
Tú no eres yo es una película independiente española de terror y thriller de 2023, escrita, dirigida y producida por Marisa Crespo y Moisés Romera. Está protagonizada por Roser Tapias. Tuvo su estreno mundial en el Fantastic Fest el 22 de septiembre de 2023, y luego se estrenó en cines españoles el 13 de diciembre de 2024, con distribución de Carácter Films.

## Trama
Tras una larga ausencia, Aitana (Roser Tapias) vuelve a casa por Navidad y encuentra que sus padres la han sustituido por una desconocida que usa su ropa, duerme en su cuarto y a la que tratan como a una hija.

## Reparto
- Roser Tapias como Aitana
- Pilar Almería como Dori
- Álvaro Báguena como Oriol
- Alfred Picó como Justo
- Pilar Martínez como Pepita
- Jorge Motos
- Anna Kurika como Nadia
- Yapoena Silva como Gabi
- Jonathan D. Mellor

## Producción
La idea original de Tú no eres yo nació en 2015. Después del estreno de la película estadounidense Déjame salir, el tercer acto de la película fue reescrito completamente, debido a que el guion de Tú no eres yo tenía un final completamente idéntico al de dicha película. El rodaje de la película concluyó el 26 de agosto de 2022 y tuvo lugar en varias localizaciones de Castellón y Valencia durante 17 días.

## Lanzamiento y marketing
Tú no eres yo tuvo su estreno mundial en el Fantastic Fest el 22 de septiembre de 2023. El 13 de noviembre de 2024, más de un año después de su estreno mundial, Carácter Films anunció que estrenaría la película en cines españoles el 13 de diciembre de 2024. También se organizaron pases para nudistas en salas comerciales en varias ciudades, convirtiéndose en la primera película en España en ofrecer dicho tipo de proyecciones. En octubre de 2024, Doppelgänger Releasing anunció que estrenaría la película en cines en Estados Unidos el 6 de diciembre de 2024, una semana antes de su estreno español.